# Pacific Coast Championships 1991
Il Pacific Coast Championships 1991 è stato un torneo di tennis giocato sul cemento indoor. È stata la 102ª edizione del Pacific Coast Championships, che fa parte della categoria World Series nell'ambito dell'ATP Tour 1991. Si è giocato a San Francisco negli Stati Uniti, dal 4 al 10 febbraio 1991.

## Campioni

### Singolare
Darren Cahill ha battuto in finale  Brad Gilbert con il punteggio di 6–2, 3–6, 6–4

### Doppio
Wally Masur /  Jason Stoltenberg hanno battuto in finale  Ronnie Båthman /  Rikard Bergh con il punteggio di 4–6, 7–6, 6–4